# Chimalpopoca

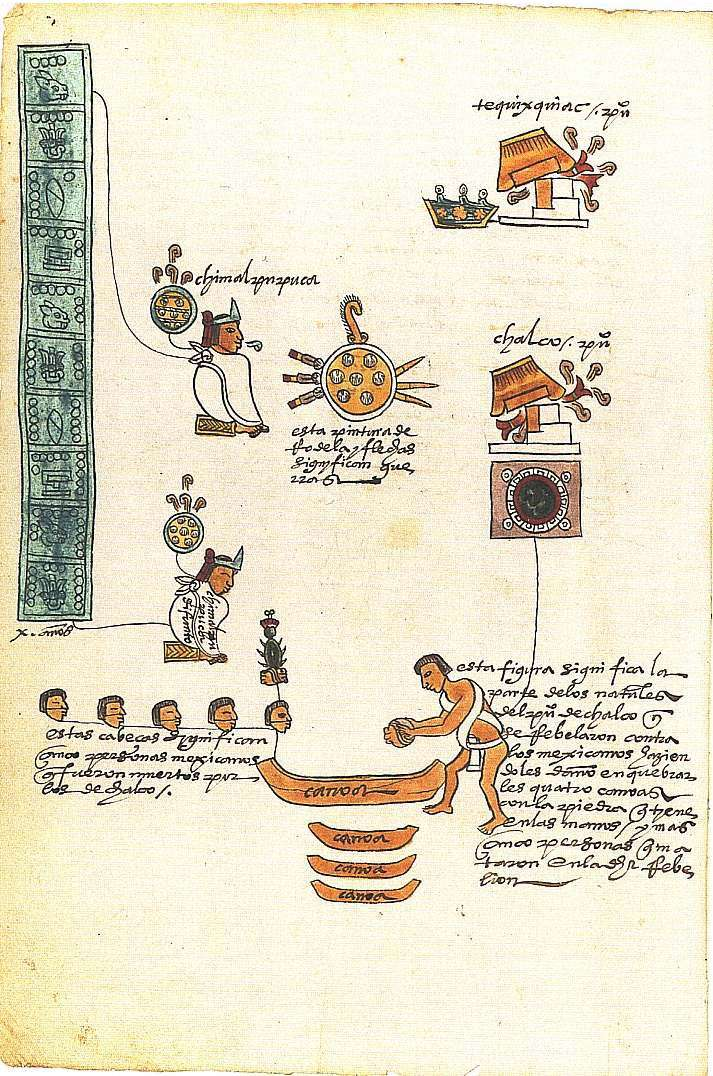
Cronología del reinado de Chimalpopoca escrito en el Códice Mendocino

Chimalpopoca (antropónimo náhuatl que significa "escudo humeante"; de chimalli, "escudo", y popoca, "humear") (1408-1427) fue el tercer huey tlatoani de la dinastía gobernante en México-Tenochtitlan, sucesor de Huitzilihuitl en 1415. Como huey tlatoani de Tenochtitlan, era vasallo –y nieto, por parte de madre– de Tezozómoc, tepanecateuctli (señor de los tepanecas) de Azcapotzalco, y bajo su dominio participó en las conquistas tepanecas, entre ellas la de Chalco. A la muerte de Tezozómoc, le sucedió su hijo Maxtla en el trono de Azcapotzalco. Fue entonces cuando estalló una revuelta interna en el Imperio Tepaneca, pues una serie de señores subordinados se levantaron contra Azcapotzalco y sus acólitos, dando muerte a Chimalpopoca entre otros señores tepanecas, y dando un giro al centro hegemónico del imperio, que de Azcapotzalco pasará a México-Tenochtitlan. El principal líder de aquellos rebeldes era Itzcóatl, de la dinastía real tenochca (medio hermano de Huitzilihuitl), que sucedió a Chimalpopoca (su víctima) en Tenochtitlan. Daba comienzo así el Imperio Mexica o Triple Alianza.
Durante su reinado se construyó el acueducto de madera que acarreaba el agua potable desde los manantiales de Chapultepec hasta Tenochtitlan. También construyó una calzada con bordos y terraplenes que conectaban la ciudad con Tlacopan, tenía cortaduras y puentes de madera que eran retirados durante la noche.

## Vida
Fue el último de los tlatoanis mexicas que mantuvo una relación de subordinación con los tepanecas de Azcapotzalco. Aun así, gracias a que era nieto de Tezozómoc, el poderoso señor de esa ciudad, Tenochtitlan obtuvo ventajas que le permitieron iniciar su pleno crecimiento. No obstante su violenta muerte, al final del reinado de Chimalpopoca la capital mexica estaba en capacidad de enfrentarse al otro y casi invencible imperio tepaneca.
Su corta edad al momento de ser nombrado tlatoani , entre 9 y 12 años, casi un niño, permiten suponer que en su nombramiento más que los méritos políticos o militares, como sería el caso de la mayoría de los otros tlatoanis, se tomaron en cuenta factores de conveniencia política, señaladamente su pertenencia por vía materna al linaje tepaneca.
La estrecha relación con su abuelo tepaneca, llevó a Chimalpopoca a verse envuelto en los conflictos surgidos tras su muerte, en 1426 d. C. Dos de los hijos del monarca se disputaron el trono vacante, Chimalpopoca decidió apoyar a Tayauh, a quien el propio Tezozómoc había señalado como su preferido. Sin embargo, el hijo que se quedó con el poder fue Maxtla, quien además guardaba resentimientos contra los mexicas, desde las épocas en que Tezozómoc había favorecido a Huitzilíhuitl.
A causa de esos acontecimientos, Chimalpopoca y uno de sus hijos, Teuctléhuac, fueron asesinados. Existen varias versiones al respecto; una de ellas señala que Maxtla ordenó que unos soldados tepanecas entraran de noche a Tenochtitlan y mataran al gobernante y a su hijo. Según otra, Chimalpopoca fue capturado y encerrado en una jaula en la que encontró la muerte y es donde se entrevista con Netzahualcoyotl el caul escapa y lleva a los Mexicas las insignias de su gobernante, aunque antes de escapar Chimalpopoca le pide que no desampare el pueblo Mexica. En otra más se dice que el asesinato de Chimalpopoca fue instigado por su tío y sucesor, Itzcóatl. Como sea, a la muerte del tlatoani , Tenochtitlan contaba con la suficiente fuerza como para atreverse a encabezar una rebelión contra los tepanecas de Azcapotzalco.

## Descendencia
1. Xihuitltemoc
2. Miquiztzin
3. Maxihuitzin
4. Tezcatlpopocatzin
5. Quetzalcuauhtzitzimitzin
6. Ixcuinatzin
7. (mujer)